# Gesher (partito politico)
Gesher (in ebraico גשר‎?, lett. "Ponte") è stato un partito liberale e centrista israeliano, fondato dall'ex parlamentare di Yisrael Beytenu Orly Levy nel 2018.

## Storia

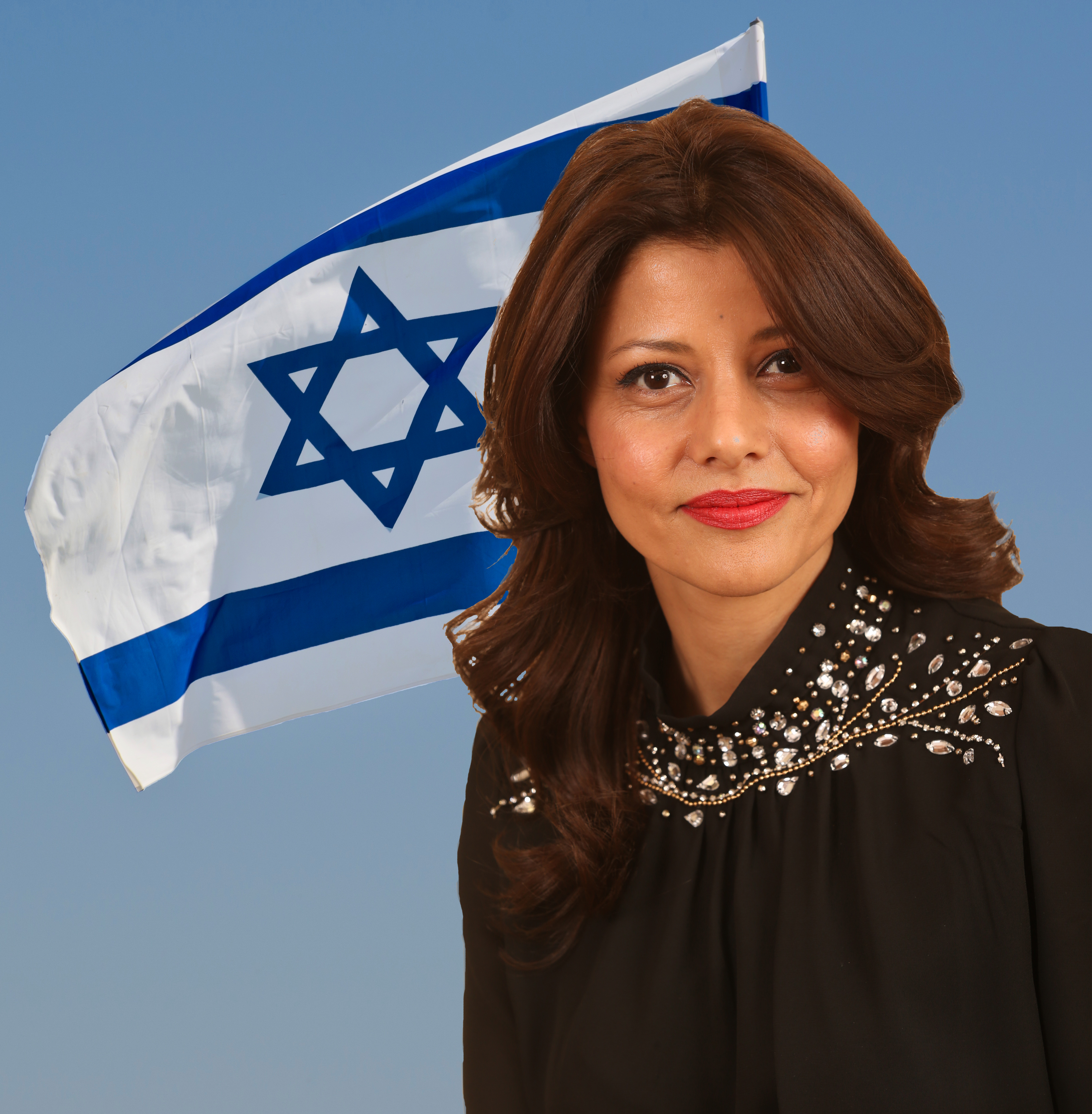
Orly Levy, leader e fondatrice del partito

Gesher, che prende il nome dall'omonimo partito fondato nel 1996 dal padre di Orly Levy, David Levy, nasce nel dicembre 2018. Il partito tenta di presentarsi alle elezioni del 2019 in una lista congiunta con Resilienza per Israele di Benny Gantz, ma dopo il fallimento dei negoziati, Gesher dichiara che avrebbe corso da solo. In questa occasione, il partito riceve l'1.73% dei voti, non riuscendo a superare la soglia di sbarramento.
Il 18 luglio 2019, in vista delle elezioni di settembre, il partito stringe un'alleanza elettorale con il Partito Laburista. Grazie a questa coalizione, Gesher entra in parlamento ottenendo un seggio (occupato dalla leader Levy).
Vista la preoccupazione che nessuna delle due liste avrebbe superato la soglia di sbarramento, per le elezioni di marzo 2020 nell'alleanza elettorale entra il partito di sinistra Meretz, destando alcune critiche dagli elettori di Gesher, viste le politiche di Meretz sul conflitto arabo-israeliano. La coalizione supera la soglia di sbarramento (prendendo il 5.83% dei voti) e Orly Levy conserva il suo seggio alla Knesset. Dopo aver fatto tramontare l'ipotesi di un governo di minoranza guidato da Benny Gantz con il sostegno dell'alleanza araba Lista Comune, il 17 marzo Orly Levy abbandona l'alleanza elettorale e forma un gruppo parlamentare autonomo. Nell'aprile del 2020 Levy dà il proprio sostegno a Benjamin Netanyahu e viene nominata Ministro per l'emancipazione.
In occasione delle elezioni del 2021, Orly Levy viene candidata nella posizione 26 della lista del Likud, risultando eletta.

## Risultati elettorali
| Elezioni       | Leader    | Voti                           | %                              | Seggi   | +/-     |
| -------------- | --------- | ------------------------------ | ------------------------------ | ------- | ------- |
| Aprile 2019    | Orly Levy | 74.701                         | 1.74                           | 0 / 120 | -       |
| Settembre 2019 | Orly Levy | Con Partito Laburista          | Con Partito Laburista          | 1 / 120 | 1       |
| 2020           | Orly Levy | Con Partito Laburista e Meretz | Con Partito Laburista e Meretz | 1 / 120 | Stabile |